# Фізичні властивості гірських порід
Фізичні властивості гірських порід — характерні властивості гірських порід, які зумовлюють її відмінність або спільність з іншими гірськими породами і виявляються як реакція на вплив зовнішніх фізичних полів або середовищ.

## Загальний опис
Фізичні властивості гірських порід — внутрішні, властиві даній гірській породі особливості, які зумовлюють її відмінність або спільність з іншими гірськими породами і виявляються як реакція на вплив зовнішніх фізичних полів або середовищ. До базисних фізичних властивостей гірських порід і мінералів належать:
- щільнісні — об'ємна маса, пористість;
- механічні — межа міцності на стиск та межа міцності на розтягнення, модуль поздовжньої пружності (модуль Юнга), коеф. відносних поперечних деформацій (коефіцієнт Пуассона), а також пружність, пластичність, твердість, міцність, крихкість, дробимість, розпушуваність гірських порід;
- теплові — коефіцієнт теплопровідності, питома теплоємність, термічне розширення, температура плавлення мінералів, температура плавлення гірських порід;
- електромагнітні — питомий електричний опір, відносна діелектрична проникність, відносна магнітна проникність, електризація та результати вивчення гірських порід спеціальними методами (ЕПР, ЯМР тощо).
Крім того, до основних фізичних властивостей гірських порід належать хвильові, радіаційні, гідрогазодинамічні та реологічні властивості.
Широкий діапазон значень фізичних властивостей гірських порід пояснюється різноманіттям їх мінерального складу, будови, багатофазністю, а також генезисом.
Густина гірських порід знаходиться в межах 1000 (туфи) — 4700 кг/м³; модуль поздовжньої пружності 5х109 -1,5х1011 Па; коеф. Пуассона 0,15-0,38; межа міцності при стисненні до 5х108 Па; межа міцності при розтягу до 2,0х107 Па; коеф. теплопровідності 0,2 -10 Вт/(м·К); питома теплоємність 0,5-1,5 кДж/кг·К; коеф. лінійного теплового розширення 2х10−6- 4х10−4К−1; питомий електричний опір 10−2−1012 Ом·м; відносносна діелектрична проникність 2-30; магнітна сприйнятливість 10−7−3,0.
В залежності від характеру зв'язків окремих зерен розрізняють такі типи гірських порід:
- п у х к і (роздільно-зернисті) — механічні суміші різних мінералів або зерен одного мінералу, не пов'язаних між собою, наприклад, пісок, ґравій, галька;
- з в'я з н і (глинисті) — гірські породи з водно-колоїдними зв'язками частинок між собою, наприклад, глини, суглинки, боксити; їх особливість — висока пластичність при насиченні водою;
- т в е р д і (скельні та напівскельні) — з жорсткими та пружними зв'язками, що мають фізико-хімічну природу, наприклад, пісковики, граніти, діабази, гнейси. Як об'єкт гірничих розробок гірські породи поділяють на скельні, напівскельні, щільні, м'які, сипучі, зруйновані. За структурою гірські породи поділяють на кристалічні, приховано-кристалічні, склуваті, порфірові, уламкові.
За текстурою — масивні, пористі, шаруваті. Характеристики та гірничо-технологічні властивості гірських порід — твердість, міцність, абразивність, тривкість, буримість, висаджуваність (вибуховість), збагачуваність.

## Опис окремих властивостей гірських порід
Твердість гірських порід — властивість чинити опір зовнішньому механічному впливу інш. твердішого тіла, тобто деформуванню при місцевій силовій дії твердих тіл на їх поверхню. Зумовлена головним чином міцністю кристалічної ґратки (тобто типом структури, природою і силою хімічного зв'язку, розміром і зарядом частинок, міжатомними відстанями і інш.) і її механічними параметрами (пружністю, пластичністю, крихкістю, наявністю і кількістю дислокацій).
У залежності від методу випробування розрізнюють твердість дряпання, втиснення, шліфування. Визначається переважно методами Брінелля, Віккерса, Роквелла, Шора або Мооса, точніше визначення твердості дряпанням проводиться з допомогою спеціальних приладів — склерометрів та мікротвердометрів і визначається в кг/мм². З 40-х рр. ХХ ст. діс-тав поширення метод статичного втиснення алмазної піраміди Віккерса, який Комісія з рудної мікроскопії Міжнародної мінералогічної асоціації визнала основним при діагностиці мінералів (в аншліфах). Метод дає можливість визначати твердість мікроскопіч-но малих виділень діаметром 10-30 мкм, дуже чутливий, має універсальну сферу застосування.
У практиці широко застосовується шкала Мооса — десятибальна шкала твердості мінералів, за якою розрізняють десять ступенів твердості. Відносна твердість мінералів за цією шкалою визначається шляхом дряпання мінералу, який досліджується, гострими краями еталонних мінералів (пасивна твердість) або дряпання еталонних мінералів досліджуваним зразком (активна твердість). Еталонами є: 1 — тальк, 2 — гіпс, 3 — кальцит, 4 — флюорит, 5 — апатит, 6 — ортоклаз, 7 — кварц, 8 — топаз, 9 — корунд, 10 — алмаз. Мінерал з більшою твердістю дряпає мінерал з меншою твердістю, тобто кожний наступний мінерал цього ряду здатний дряпати попередній мінерал, але не дряпає наступного за ним, твердішого. Якщо, наприклад, гіпс не залишає подряпини на поверхні мінералу, що досліджується, а кальцит залишає, то його твердість вважають рівною 2,5. Ш. М. використовують для швидкої діагностики мінералів. Визначення твердості за шкалою Мооса зручне в польових умовах.
Міцність гірських порід — їх властивість в певних умовах, не руйнуючись, сприй-мати впливи механічних навантажень, температурних, магнітних, електричних і інш. полів, нерівномірне протікання фіз.-хім. процесів в різних частинах гірських порід. Розрізняють такі різновиди міцності мінералів:
- теоретичну — обчислену на основі обліку сил міжатомного зчеплення (вона відповідає при-близно 1/6 модуля поздовжньої пружності);
- статичну — властивість гірських порід сприймати короткочасні наванта-жен-ня, прикладені з постійною швидкістю;
- динамічну — властивість гірських порід сприймати, не руйнуючись, динамічне навантаження;
- тривалу -– міцність гірських порід, що зна-ходяться тривалий час під навантаженням; зменшен-ня міцності породи в результаті збільшення тривалості дії навантаження характеризується коефі-ці-єнтом роз-слаб-лення, що дорівнює відношенню миттєвої межі міцності на стиснення до певного значення тривалої міцності г.п. (для глини цей коеф. дорівнює 1,5, для пісковика — 1,8, бетону — 1,7);
- залишкову — рівень несучої здатності зруйнованої гірської породи, що дорівнює мінімальним напруженням при даній величині деформації, які порода витримує без подальшого деформування і руйнування;
- електричну — визначається значеннями напруги пробою.
Крім того, розрізняють контактну міцність гірських порід — властивість приповерхневого шару породи протистояти руйнуванню при місцевих контактних діяннях. Остання використовується як критерій руйнівної здатності порід різцями та шарошковим інструментом.
Показниками, що характеризують міцність гірських порід для різних випадків, є: границі міцності порід на стиснення σст, розтягнення σр, зсув σзс, вигин σвиг, а також текучості σт, повзучості σп та інш. Для більшості порід границя міцності на розтягнення σр не перевищує 20 МПа. Границі міцності порід при зсуві, вигині і інш. видах деформацій завжди менші σст і більші σр, але ближчі до останньої. З породотвірних мінералів найбільшу міцність має кварц. У нього σст перевищує 500 МПа, у польових шпатів, піроксенів, авгіту, рогової обманки, олівіну і інш. залізисто-магнезійних мінералів σст = 200—500 МПа, у кальциту σст бл. 20 МПа. У полікристалічних гірських порід міцність в основному визначається силами взаємного зчеплення безпосередньо дотичних між собою зерен і насамперед зале-жить від їх міцності, а також будови. Найбільші значення границі міцності при стисненні мають щільні дрібно-зернисті кварцити і нефрити (500—600 МПа). Значну міцність (більше 350 МПа) мають щільні дрібнозернисті граніти, трохи меншу — габро, діабази і грубозернисті граніти. Міцність вугілля при стисненні змінюється в залежності від ступеня його мета-морфізму і зольності від 1 МПа (коксівне вугілля) до 35 МПа (антрацити).
Абразивність гірських порід — здатність гірських порід зношувати тверді тіла, які контактують з ними (деталі машин, бу-ро-вих доліт, інструменти і т.і). Зумовлена в основному міцністю, розмірами і формою мінеральних зерен, що складають породу. Абразивність оцінюють за ступенем зносу штіфтів, стержнів, металевих кілець, які труться об поверхню порід при свердлінні або різанні, а також за ступенем стирання порід абразивними матеріалами.
Часто застосовують емпіричні методи оцінки абразивності. За методикою Л. І. Барона і А. В. Кузнецова, показник А.г.п. визначають як сумарну втрату маси (в мг) стандартного стержня, що обертається (з частотою 400 хв-1), притиснутого до породи, при осьовому навантаженні 150 Н за час випробування (10 хв). Абразивність гірських порід поділяють на вісім класів. Показник абразивності складає для мармуру 400—500 мг, вапняку — 800—900 мг, граніту — 1000—2000 мг, кварциту — 2100—2500 мг. Для малоабразивних порід, наприклад, вугілля (абразивність до 5 мг), показник абразивності визначають шляхом стирання стандартного еталона (при постійному тиску на контакті) об роздроблену пробу матеріалу. Найбільш абразивними є породи, що містять корунд, порфірит, діорит, граніт. Абразивність впливає на ефективність буріння, різання, сколювання, черпання гірських порід.
Тривкість гірських порід — загальноприйняте умовне поняття, яке символізує сукупність механічних властивостей мінералів, що виявляється в різних технологічних процесах при видобутку і переробці корисних копалин. Тривкість — здатність гірських порід чинити опір руйнуванню під дією зовнішніх сил. Тривкість залежить від твердості, в'язкості, крихкості, пружних властивостей, мінералогічного складу і структури, щільності та кліважу. Тривкість зростає зі збільшенням сил зв'язку між частинками і окремостями гірських порід та вмісту міцних мінералів в породі і знижується, як правило, при зволоженні. За М. М. Протодьяконовим виділено 10 категорій тривкості. Метод експериментального визначення коеф. тривкості (Ктр), запропонований М. М. Протодьяконовим, оснований на відносній оцінці роботи, затраченої на дроблення гірської породи вантажем масою 2,4 кг, що вільно падає з вис. 0,6 м.
Таблиця. Класифікація тривкості гірських порід (за М. М. Протодьяконовим)

Сучасні методи розробки корисних копалин при дії на породу вклюають доцільніші стискаючі, сколюючі і розтягуючі зусилля. При цьому тривкість для відносної техніко-економічної оцінки прийнято класифікувати 5 класами по 5 одиниць міцності в кожному. Для характеристики тривкості в цьому випадку слугує показник важкості руйнування порід Пр, який змінюється для реальних порід від 0,2-1 до 21-25. З метою нормування і розрахунку машин і механізмів у практиці гірничої справи використовують окремі, переважно відомчі, технологічні критерії: буримість, вибуховість, дробимість, подрібнюваність і т. д. З них найбільшого розповсюдження набули буримість та вибуховість, для яких розроблено ряд класифікацій гірських порід за буримістю та вибуховістю. Аналіз свідчить, що всі технологічні показники корелюють між собою та з коефіцієнтом тривкості М. М. Протодьяконова. Між тривкістю і міцністю мінералів існує прямий кореляційний зв'язок.
Крихкість гірських порід — їх властивість порівняно легко рватися, ламатися або руйнуватися при статичному навантаженні без помітної залишкової деформації (не більше за 5 % від величини дефор-мацій руйнування). Абсолютна більшість гірських порід належить до крихких матеріалів. Крихкість мінералів — властивість мінералів кришитися при дряпанні вістрям ножа по його поверхні. Якщо на мінералі залишається риса з порошком по краях, то він є крихким. За крихкістю мінерали поділяють на 5 груп: 1) дуже крихкі (пірит, гіпс), 2) крихкі (пентландит, тетраедрит), 3) слабо пластичні (кварц, піротин), 4) пластичні (магнетит), 5) дуже пластичні (мідь, ґаленіт).
Буримість гірських порід — опірність гірських порід руйнуванню в процесі буріння. Оцінюється швидкістю, тривалістю та енергоємністю буріння одиниці довжини стовбура свердловини або шпура при стандартних умовах.
Буримість погіршується із збільшенням щільності, густини, міцності, в'язкості, твердості, абразивності гірських порід, залежить від мінерального складу, будови порід та термодинамічних умов. Всі гірські породи класифікують за показником буримості на 25 категорій з підрозділом на 5 класів: 1 — легкої буримості; 2 — середньої буримості; 3 — важкої буримості; 4 — дуже важкої буримості; 5 — виключно важкої буримості. Використання показника буримості полегшує вибір бурових установок та технологічні розрахунки їх потужностей, режиму та технічної швидкості буріння шпурів і свердловин.
Вибуховість гірських порід(висаджуваність) — характеристика спротиву гірських порід руйнуванню під дією вибуху.
Визначається кількістю еталонної вибухової речовини (ВР) або кількістю енергії ВР, необхідної для утворення вирви вибуху певних розмірів. Іншим способом оцінки вибуховості гірських порід є визначення максимальної лінії найменшого спротиву порід, при якій вибух заряду еталонної ВР ще здійснює відрив породи від масиву. Стосовно свердловинних зарядів розрізняють вибуховість легку, середню, важку та вельми важку. Вибуховість залежить від міцності, в'язкості, пружних і пластичних властивостей, густини мінералів, а також від їх зернистості, шаруватості, кліважності, тріщинності.
Фазова проникність — проникність гірської породи для однієї з фаз, яка рухається в порах двофазної або багатофазної системи, тобто проникність однієї фази при наявності інших рухомих чи нерухомих фаз.
Водопроникність гірських порід — здатність порід пропускати через себе воду (через пустоти — пори, тріщини і т.і.) під дією гравітаційної сил, напору або капілярного підняття.
Кількісно водопроникність/водотривкість оцінюється об'ємом води, що проходить через одиницю поверхні за одиницю часу при градієнті тиску (коеф. проникності), що дорівнює одиниці, або швидкістю переміщення води в породах (коеф. фільтрації) Кф (м/год). Розрізняють породи водотривкі (Кф<0,1 м/добу; наприклад, глини), слабкопроникні (0,1<Кф<10 м/добу; леси, суглинки), гірські породи середньої проникності (10<Кф<500 м/добу; пористі вапняки, пісковики) і легкопроникні (Кф >1000 м/добу; крупні піски, галька, тріщинуваті масиви скельних порід). Водотривкість впливає на вибір технології ведення гірничих робіт, методів і схем осушення родовищ, методів боротьби з раптовими викидами, а також використовується для визначення кількості і потужності насосів для водозниження тощо.
Пластичність гірських порід — властивість гірських порід змінювати свою форму (деформуватися) без мікроскопічних порушень зв'язності (суцільності) під дією механічного навантаження.
Глинисті породи, леси, мергелі, крейда, ґрунти, що залягають на поверхні Землі, набувають пластичності за певних умов зволоження, глибинні гірські породи — під дією температури й тиску (пластичність збільшується із зростанням температури і тиску). Породи, які ведуть себе у звичайних умовах як крихкі, при підвищених тисках і температурах набувають явно виражених пластичних властивостей. Це треба враховувати при розробці покладів на великих глибинах. Наприклад, здатність до пластичних деформацій у вапняків та алевролітів з'являється вже при тиску близько 50 МПа, у ангідридів — бл. 100 МПа, пісковиків — понад 400 МПа. Найбільш пластичні глини, графіт, кам. сіль. Пластичність гірських порід залежить від мінерального складу. Наявність жорстких кварцових зерен та польового шпату у породі зменшує її пластичність. Пластичність вугілля залежить від вмісту в ньому вуглецю. При переході від малометаморфізованого вугілля до антрацитів пластичність зменшується в 30 разів. Щодо глинистих порід, то в залежності від ступеня їх зволоженості вони можуть бути крихкими, пластичними і текучими.
Пружність гірських порід — властивість відновлювати початкову форму і розміри після зняття механічного навантаження. Повне відновлення можливе тільки у випадку, якщо не перевищена межа пружної деформації. П.г.п. оцінюється параметрами пружності — коеф. пропорційності між напруженнями і відповідними їм пружними деформаціями.
Повзучість гірських порід — повільна безперервна пластична деформація під впливом постійного навантаження або механічного напруження. П. в тому чи іншому ступені властива всім твердим тілам, як кристалічним, так і аморфним. П.г.п. має місце при т-рах від кріогенної до т-ри плавлення.
Термостійкість гірських порід — властивість г.п. зберігати міцність при високій т-рі. Зниження міцності породи при нагріванні відбувається внаслідок проростання тріщин в породі під впливом розтягуючих напружень, які виникають при розширенні нагрітого об'єму породи.
Неоднорідність гірських порід — це мінливість літолого-фаціального та мінералогічного складу, агрегативного стану та фізичних властивостей порід, що складають продуктивний пласт. Під ступенем неоднорідності продуктивних пластів розуміють діапазон зміни цих властивостей. Це кількісний показник, де використовують такі спеціальні коефіцієнти: коефіцієнт піщанистості, коефіцієнт розчленованості, коефіцієнт літологічної зв'язаності та комплексний показник неоднорідності. Якісно неоднорідність пласта можна охарактеризувати:
 шаруватою неоднорідністю (зміна осереднених за шарами значень параметра пласта залежно від товщини пласта);
 зональною неоднорідністю (зміна за площею покладу осереднених за товщиною значень параметра пласта);
 об'ємною неоднорідністю (зміна параметра пласта у всьому об'ємі продуктивного пласта).
Питома поверхня порід — питома мінеральна поверхня порід у моноліті (пласті, шарі) або у дисперсному стані.
Для дисперсного сипкого матеріалу — сумарна площа поверхні частинок, віднесена до одиниці об'єму або маси усього дисперсного твердого матеріалу. У практиці досліджень ґранулометричного складу дрібнодисперсної мінеральної сировини розрізняють повну та зовнішню питому поверхню.